# 中央革命根据地
中央革命根据地，简称中央苏区，又称中央苏维埃区域、闽赣苏区，主要位于江西省南部和福建省西部，是中国共产党在第一次國共內戰期間，建立的全中国最大的革命根据地，是全国苏维埃运动的中心区域，是中华苏维埃共和国党、政、军首脑机关所在地，被中国共产党评价为“全国苏维埃运动的大本营”，“在土地革命战争中，毛泽东、朱德直接领导的红军第一方面军和中央革命根据地起了最重要的作用。”一般将1931年11月中华苏维埃共和国的成立视为中央革命根据地的正式形成，但对之前该区域成片的苏区习惯上也称为中央苏区。

## 历史
中央苏区的历史可以追溯到1927年国民革命军北伐中中共与国民政府决裂后赣南、闽西两地共产党领导的农民武装斗争。随着1929年毛泽东、朱德所率武装和1930年彭德怀所率武装转战赣南、闽西地区，该地的「苏维埃运动」迅速发展，苏区面积不断扩大。1931年9月，在成功防御了国民革命军第三次围剿后，赣南、闽西两地的革命根据地连成了一片；11月，中华苏维埃共和国成立，中央苏区正式形成。

### 奠基
1927年11月至1928年3月，中共赣西、赣南特委在赣西南地区发起了多次武装斗争，成功地建立了东固、桥头等「革命根据地」。1928年3月和6月，发生于闽西地区的武装斗争，则建立了「永定溪南革命根据地」。赣南、闽西两地的这些红色割据区域，奠定了中央苏区的基础。
1929年1月，毛泽东、朱德率领红四军主力3600余人从井冈山进入赣南，在当地共产党组织和游击队配合下，开辟了赣南根据地；3月至12月红四军又三度进入闽西，开辟了闽西根据地。毛泽东等发现福建全省、赣东赣南两边，国民革命军军力非常薄弱，赣南、闽西党组织基础比较好，这一带经济状况比井冈山地区要好得多；同时地理上僻处广东、江西、福建三省边界地带，崇山峻岭，地势险要，易于割据。特别是攻占汀州后阅读了不少城市的国民政府报纸，了解国民党军阀混战在即，便于红军行动和发展的有利形势。1929年3月20日，毛泽东在汀州辛耕别墅主持召开了红四军前委扩大会议，决定红四军、红五军及江西红军第二、第四团，在国内军阀混战初期，“以赣南闽西二十余县为范围，从游击战术，从发动群众以至于公开苏维埃政权割据，由此割据区域以与湘赣边界之割据区域相连接。”这就是中央苏区最初的蓝图，促使了中国共产党的「土地革命」从低谷走向高潮，中央苏区得以迅速建立和发展。1929年12月古田会议之后，为“粉碎三省会剿”，毛泽东、朱德率红四军进入宁化、清流、归化（今明溪），建立闽西北苏区红色政权。

### 初步形成
- 1930年
  - 1月，江西省红军的四个独立团合编为中国工农红军第六军。
  - 2月7日，中共赣西特委、赣南特委和红四军、红五军、红六军军委共同组成以毛泽东为书记的新前委，赣西、赣南和湘赣边三特委合并为中共赣西南特委。
  - 3月22日赣西南、3月18日闽西「苏维埃政府」相继成立。
  - 4月，闽西地区红军的五个独立团合编为中国工农红军第十二军。
  - 5月18日《闽西出席全国苏代会代表的报告》中，已明确列出此时“闽西赤色区域”范围：“汀属八县（长汀，连城，上杭，武平，永定，清流，宁化，归化），龙属三县（龙岩，漳平，宁洋），共十一县，和广东的大埔、江西的瑞金交界。”并指出“数月来，平和暴动起来，也合并在闽西”。
  - 6月，红四军、赣西南红六军（不久改称红三军）和闽西红十二军合编为中国工农红军第一军团2万余人。
  - 8月，毛泽东和朱德领导的红一军团与彭德怀率领的红三军团在湖南浏阳永和会师，组成中国工农红军第一方面军。
  - 10月，红一方面军进军江西，攻克吉安，赣西南苏维埃政府扩大成立了江西省苏维埃政府。[4]
  - 1930年10月24日，中共中央政治局在《关于苏维埃目前工作计划》决定：“我们现在确定湘鄂赣联接赣西南为一大区域，要巩固和发展它成为苏区的中央根据地。”“闽粤赣这一苏区，无论如何总要保持它与赣西南可以打成一片的联系。”

1930年底中共中央作出训令：“第一、三军团在目前情况之下，应以赣南和赣东南为作战地区；而以闽粤赣（即以闽西为核心的闽粤赣苏区）为后方根据地”。
1930年11月－1931年1月，中央苏区与国民政府之间发生第一次反“围剿”战争，此为国民革命军与中国工农红军发生的第一次大规模战争。红一方面军在龙冈、东韶两战胜利后，即转入战略进攻，向广昌、宁都、永丰、乐安、南丰等县境展开攻势，扩大了中央苏区的范围。

### 正式建立
1931年4月，中共中央对中央苏区的区域范围作了调整：“闽粤赣是整个中央区的一部分，他应当巩固这一根据地打通中央区的联系。”此时，闽粤赣苏区已有9个县成立了县级苏维埃政权，即永定、上杭（武杭）、龙岩、（长）汀连（城）、连城、汀东、饶（平）（平）和（大）埔、五（华）兴（宁）龙（川）县、蕉（岭）平（远）寻（乌）县。
1931年5月，中央苏区与国民政府之间第二次反“围剿”战争之后，红一方面军主力乘胜解放了闽赣边的黎川、南丰、建宁、泰宁、宁化、长汀等县。
1931年9月，中央苏区与国民政府之间第三次反“围剿”战争之后，红一方面军在闽赣边界的广大地区乘胜发动战略进攻，开辟了石城、长汀、雩都、会昌、武平、寻邬等县，打通了赣南和闽西两块根据地的联系并连成一片，正式形成了以瑞金为中心的「中央苏区」。
1931年11月7日，「中华苏维埃」第一次全国代表大会在瑞金胜利召开，「中华苏维埃共和国」和「苏维埃临时中央政府」宣布成立。「中华苏维埃共和国」的党、政、军首脑机关统辖和领导全国苏维埃区域。中央苏区从此正式确定。1932年3月18日，福建省第一次工农兵代表大会在长汀召开，成立了「福建省苏维埃政府」。

### 发展
1932年6月23日《红色中华》第24期和1932年7月中央苏区组织统计表中，均列出了江西有16个县：瑞金、兴国、赣县、胜利、公略、万太、会昌、宁都、南广、寻邬、永丰、乐安、安远、石城、雩都、信康；福建有8个县：长汀、上杭、永定、武平、龙岩、连城、宁化、新泉。在1932年2月19日苏区中央局所作的《目前政治形势的分析与苏区党的任务》的决议案中指出：“中央苏区（闽西在内）在全国苏维埃大会之后，开展了贯通闽赣二十五县的苏维埃疆土。”此后，红军攻占武平、饶（平）（平）和（大）埔、宁洋等，使红色区域扩展到平和、漳平等县境。
1933年1月，以博古为首的中共临时中央政治局由上海迁入中央革命根据地。1933年2-3月间，中央革命根据地取得第四次反“围剿”的胜利，不仅巩固了中央革命根据地，而且打通了中央苏区与闽浙赣苏区的联系。将闽赣边的建（宁）黎（川）泰（宁）、信抚和闽北三块相对独立而又紧密联系的苏区合在一起，新设立中央苏区闽赣省。1933年4月26日召开的苏维埃中央人民委员会第40次常会上，决定将“建、黎、泰、金、资、光、邵、闽北苏区，以致信抚两河间一带地区划为闽赣省”。由苏区中央局委员、少共苏区中央局书记顾作霖为中共闽赣省委书记。1933年12月12日至15日，在建宁县召开闽赣省第一次工农兵代表大会，正式成立闽赣省苏维埃政府，选举邵式平为闽赣省苏维埃政府主席。其所辖区域，先后包括建宁、黎川、泰宁、黎南、光泽、崇安、建阳、崇（安）浦（城）、铅山、上（饶）铅（山）、广丰、广（丰）浦（城）、邵武、东方、建东、金（溪）南（城）、贵南、建（瓯）松（溪）政（和）等18个县。1934年1月，红军东方军解放沙县、将乐后，建立闽中特区委，也归闽赣省委领导，成为中央苏区闽赣省的组成部分。1934年5月，中央将原属福建苏区省委领导的宁化、清流、归化、彭湃、泉上5个县委划归闽赣省委领导。为此，中央苏区闽赣省的区域先后共辖25个县，面积约2万平方公里，人口100余万。
1933年8月16日，苏维埃中央人民委员会召开第四十八次常会，决定从江西省划出雩都、会昌、西江、门岭、寻邬、安远、信康等县，设立粤赣省。原福建省委常委、组织部长刘晓调任粤赣省委书记。1933年12月23日，召开粤赣省第一次工农兵代表大会，选举钟世斌为粤赣省苏维埃政府主席。
1933年底,中央红军主力辖红一军团、红三军团、红五军团、红七军团、红九军团,约10万人；还组建了20多万人的地方红军与不脱产赤卫队。其中闽西有10万，赣南有20余万人。
1934年春，中央苏区设有江西、福建、闽赣、粤赣4个省和瑞金直辖县，共辖66个县。
- 江西省有22个县：兴国、博生（宁都）、胜利、瑞金、公略、永丰、万泰、新淦、崇仁、宜黄、乐安、杨殷、南丰、广昌、康都、石城、洛口、长胜、赣县、龙冈、赤水、太雷。
- 福建省有12个县，即长汀、上杭、龙岩、永定、武平、平和、漳平、兆征、汀东、连城、代英、新泉。
- 闽赣省有25个县，即建宁、黎川、泰宁、黎南、光泽、崇安、建阳、崇（安）浦（城）、铅山、上（饶）铅（山）、广丰、广（丰）浦（城）、邵武、东方、建东、金（溪）南（城）、贵南、建（瓯）松（溪）政（和）、沙县、将乐、宁化、清流、归化、彭湃、泉上。
- 粤赣省有7个县，即会昌、门岭、西江、寻邬、安远、雩都、信康。

### 消亡
1934年10月，与国民政府之间第五次反“围剿”战争之后中央红军失利，中共中央及红军主力放弃中央苏区而「长征」。
留守的中央苏区分局未能及时转变战斗方式，留守赣南苏区的上万红军部队大多拼光。最后，被压缩在以油山为中心的粤赣边、上（犹）崇（义）和汀（州）瑞（金）边等狭小地区坚持「南方三年游击战争」。到1938年初下山集中整编新四军时，仅保存了450人左右。主力红军长征后，赣南苏区地域在康泽领导的蓝衣社别动队与各路进剿驻剿军队、还乡团的反复彻底清乡扫荡、保甲连坐制度下，至抗战时期成为江西省第四行政督察专员兼保安司令蒋经国治下的模范区。
闽西苏区在主力红军长征后，较早完成了战略转变，保存了中共党组织和红军游击队，坚持「南方三年游击战争」，开辟了游击根据地。1937年7月抗日战争爆发后，闽西红军游击队尚有1200多人。至1938年春集中整编新四军时有2600余人。闽西红军北上后，在极其困难的条件下保存与发展了闽西地方党组织，保存了大片老游击根据地，开展了「保田斗争」，使龙岩、上杭、永定等县仍有20余万亩的「土改」分给贫雇农的土地成果得以保存直到1949年，闽西因而与海南琼崖成为中国共产党在南方仅剩的两个地区。

## 地域范围

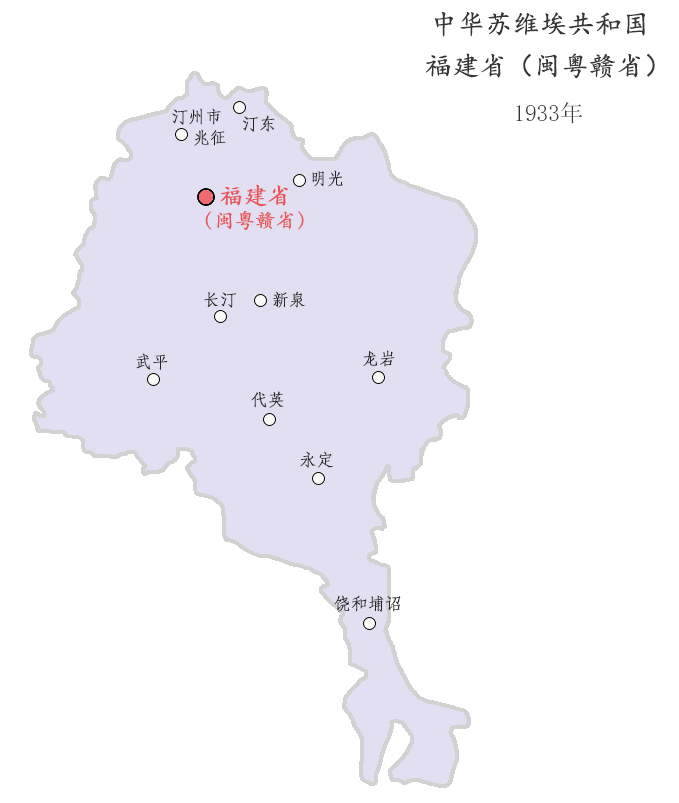
中华苏维埃共和国福建省地图（1933年）

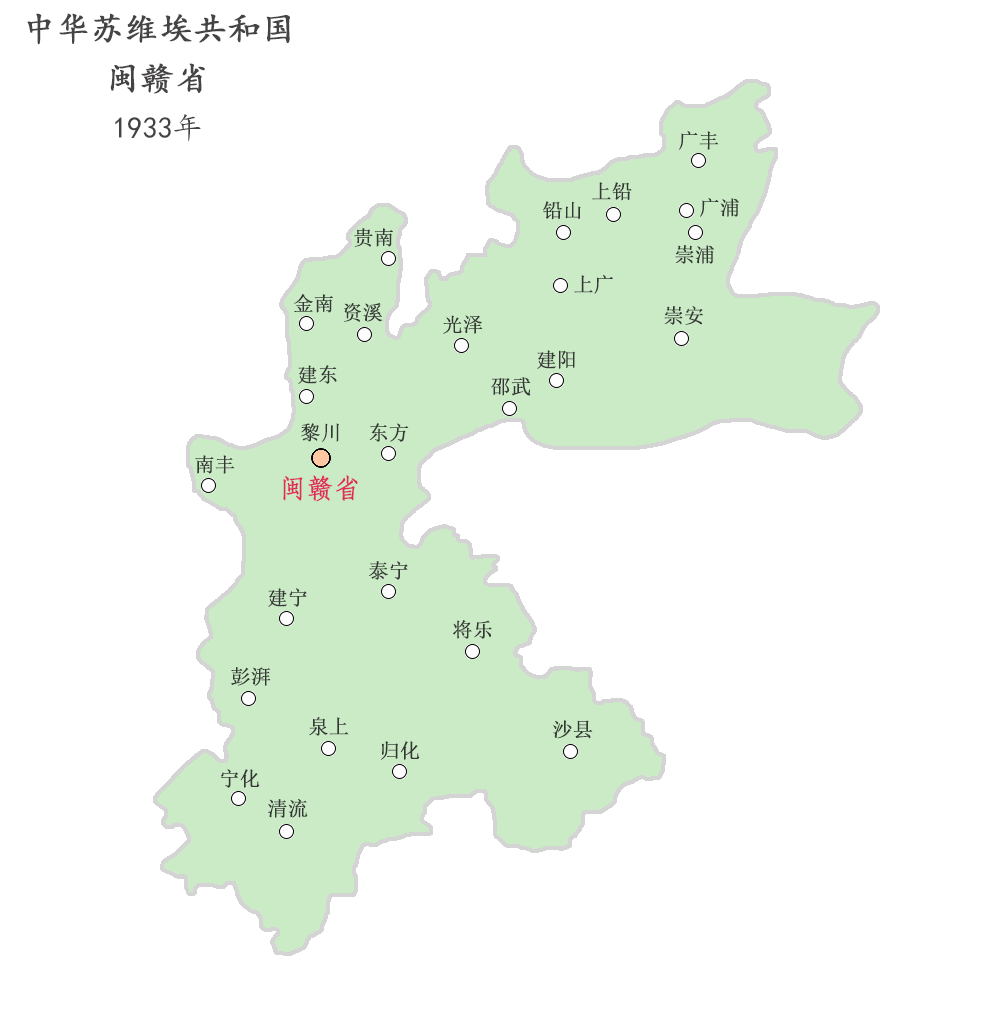
闽赣省地图（1933年）

### 历史区划
由于处于战争时期，中央苏区的边界并不是固定不变的，在1933年秋中央苏区规模达到鼎盛，辖有江西、福建、闽赣、粤赣4个省级苏维埃政权，拥有60个行政县，总面积约8.4万平方公里，总人口达453万，党员总数约13万人。

### 1960年表述
1960年9月人民出版社出版的《毛泽东选集》（第四卷）《关于抗日战争胜利后时局和我们的方针》：“历史上，我们只在一九三一年下半年打破了敌人的第三次‘围剿’以后，江西中央区联合起来有过二十一个县城，但是还没有中等城市。”该文注释12指出：“這裡所說的二十一個縣城，是指江西省的瑞金、會昌、尋烏、安遠、信豐、於都、興國、寧都、廣昌、石城、黎川和福建省的建寧、泰寧、寧化、清流、歸化（今明溪）、龍岩、長汀、連城、上杭、永定。”（页面存档备份，存于）

### “申苏”
为贯彻国务院1978年12月2日国发[1978]250号文件批转财政部《关于减轻农村税收负担问题的报告》中提出关于免征革命老根据地社、队企业工商所得税问题，1979年6月24日，民政部、财政部下发《关于免征革命老根据地社队企业工商所得税问题的通知》（民发〔1979〕30号），给出了“第二次国内革命战争根据地的划定标准：曾经有党的组织，有革命武装，发动了群众，进行了打土豪、分田地、分粮食、牲畜等运动，主要是建立了工农政权并进行了武装斗争，坚持半年以上时间。”这一划定标准对各省（自治区、直辖市）确认革命老区县（市、区）迄今有效。
随着中央及各级、各部门加大对当年中央苏区县的支持力度后与扶持政策，“申苏”成为闽粤赣湘很多市区县的一项重要工作。
2008年认定的原中央苏区县现共有28个，其中江西13个，包括赣州市11个、抚州市2个；福建15个，包括三明7个县、龙岩7个县（市、区）和漳州平和县。
2009年1月，大埔县被确认为中央苏区县，2009年底，梅州市正式全面启动“申苏”工作，2011年8月，平远县、兴宁市、梅县成功“申苏”。
2011年8月，认定的中央苏区县为：
- 福建省21个中央苏区县是：建宁、泰宁、宁化、清流、明溪、龙岩、长汀、连城、上杭、永定、武平、漳平、平和、将乐、沙县、邵武、诏安、武夷山、光泽、建瓯、建阳。
- 江西省13个中央苏区县是：瑞金、兴国、宁都、于都、石城、会昌、寻乌、信丰、安远、广昌、黎川、上犹、崇义。
- 广东省7个中央苏区县（市）是：兴宁市、梅县、平远、大埔、饶平、南雄、龙川。

2011年9月，福建省委党史研究室向中央党史研究室呈报了《中共尤溪县委、尤溪县人民政府关于请求确认尤溪县为原中央苏区范围的请示》及附件材料

### 2013年范围
2013年7月23日中共中央党史研究室下发了《关于原中央苏区范围认定的有关情况》（中史字[2013]51号），中央苏区县分为三类：
- 一类为已经审批确认和可以确认为中央苏区范围的县（市、区），共97个；
- 二类为历史上与中央苏区有密切关系，但要明确认定尚有一定难度，建议视同考虑的，总计4个。这4个县(市、区)均在福建省。它们是：泉州市的安溪县、南安市、永春县、德化县。安溪县、南安市、永春县、德化县当年曾建立苏区(安南永德苏区)，当地军民积极抗击国民党军队的围攻，直接支援了中央苏区的反“围剿”斗争，虽然明确认定为中央苏区有一定难度，但建议视同中央苏区考虑，将其纳入原中央苏区振兴发展规划实施范围，实行有关的优惠政策。
- 三类“党在土地革命战争时期最早或较早建立了根据地、进行了武装斗争和土地革命，并且同中央苏区毗邻或具有重要渊源关系的老区的一部分，虽然按隶属关系不在中央苏区范围之内，但建议在实施原中央苏区振兴发展规划时比照享受有关政策，给以相应扶持和优待。”共24个。

《关于原中央苏区范围认定的有关情况》（中史字[2013]51号）确定的范围为：
- 江西省列为中央苏区县的共49个，比照享受有关政策的5个。
  - 中央苏区县[註 1]
    - 赣州市：瑞金市、会昌县、寻乌县、安远县、信丰县、于都县、兴国县、宁都县、石城县、崇义县、上犹县、南康市、赣县、章贡区、大余县、定南县、龙南县、全南县
    - 吉安市：永丰县、青原区、泰和县、万安县、吉安县、井冈山市、峡江县、安福县、遂川县、永新县、吉州区、新干县、吉水县
    - 抚州市：广昌县、黎川县、乐安县、宜黄县、南丰县、资溪县、崇仁县、南城县、金溪县
    - 鹰潭市：贵溪市
    - 上饶市：铅山县、广丰县、上饶县
    - 宜春市：樟树市、袁州区
    - 新余市：渝水区、分宜县
    - 萍乡市：莲花县

  - 比照享受有关政策的县5个：江西省萍乡市的安源区、湘东区、上栗县、芦溪县，宜春市的万载县。
- 福建省——范围覆盖龙岩、三明、南平、宁德全境和漳州、泉州、福州部分地区
  - 37个县（市、区）为原中央苏区范围[註 2]
    - 龙岩市：新罗区、永定县、上杭县、武平县、长汀县、连城县、漳平市
    - 三明市：梅列区、三元区、尤溪县、沙县、将乐县、永安市、大田县、明溪县、清流县、宁化县、建宁县、泰宁县
    - 南平市：延平区、顺昌县、邵武市、光泽县、武夷山市、浦城县、建阳市、建瓯市、松溪县、政和县
    - 漳州市：芗城区、平和县、诏安县、南靖县、龙海市、漳浦县、云霄县、华安县

  - 福建4个县（市）视同原中央苏区考虑：安溪、南安、永春、德化。
  - 福建11个县（市、区）比照享受原中央苏区政策：宁德市的福安、福鼎、蕉城、寿宁、霞浦、周宁、柘荣、屏南、古田和福州市的连江、罗源。
- 广东省11个中央苏区县[註 3]：
  - 梅州市全境：大埔县、平远县、兴宁市、梅县、梅江区、蕉岭县、丰顺县、五华县
  - 韶关市：南雄市
  - 潮州市：饶平县
  - 河源市：龙川县
- 湖南省有8个县市比照享受有关中央苏区县政策[7]：株洲市的茶陵县、炎陵县、攸县、醴陵市、株洲县，岳阳市的平江县，长沙市的浏阳市，郴州市的汝城县。

### 2014年范围
2014年3月，国家发改委印发《赣闽粤原中央苏区振兴发展规划》（发改地区[2014]480号）。规划以原中央苏区为核心，统筹考虑有紧密联系的周边县（市、区）发展，规划范围不等同于原中央苏区范围。规划范围包括：江西省赣州市、吉安市、新余市全境，抚州市黎川县、广昌县、乐安县、宜黄县、崇仁县、南丰县、南城县、资溪县、金溪县，上饶市广丰县、铅山县、上饶县、横峰县、弋阳县，宜春市袁州区、樟树市，萍乡市安源区、莲花县、芦溪县，鹰潭市余江县、贵溪市；福建省龙岩市、三明市、南平市全境，漳州市芗城区、龙海市、南靖县、平和县、诏安县、华安县、云霄县、漳浦县，泉州市安溪县、南安市、永春县、德化县；广东省梅州市全境，河源市龙川县、和平县、连平县，潮州市饶平县，韶关市南雄市，共108个县（市、区）。规划总面积21.8万平方公里，2013年末总人口4748万。与2013年7月中央党史研究室认定的第一类中央苏区县、第二类视同考虑的区县的范围相比，扩大了7个县（区）：
- 鹰潭市余江县
- 上饶市横峰县、弋阳县
- 萍乡市安源区、芦溪县
- 广东省的河源市和平县、连平县

## 扶持政策
1953年底，福建省政府认定“革命基点村”（包含行政村、自然村），标准是斗争时间长，贡献大，牺牲大。1980年代开始，福建省各区县政府认定“革命基点村”。例如，长汀县经省评定的革命基点村有34个、2011年经县评定的革命基点村72个。各级政府扶助“革命基点村”的发展与建设。
1980年代，福建省出台政策，由各县（市、区）政府认定革命“五老”人员（即指老地下党员、老游击队员、老接头户、老交通员、老苏区干部），由各地民政局优抚部门对革命“五老”人员分作无依无靠、有依无靠、有依有靠三类，发放定期生活补助。例如，2013年1月起，厦门市对革命“五老”人员定期生活补助标准每人每月910元、革命“五老”遗偶每人每月480元。对革命“五老”人员代缴“新农合”医疗补助，提高大病医疗补助标准、丧葬费用免除，无依无靠革命“五老”人员进入光荣院或敬老院等政策。
江西省对原中央苏区烈属（包括牺牲革命军人家属、病故革命军人家属）、革命伤残军人、在乡退伍红军老战士、在乡西路军红军老战士、红军失散人员，执行中央制定的抚恤补助标准，实施公费医疗或医疗减免，所需经费由中央财政负担，不足部分由地方政府补足。对苏区老干部、在乡老复员军人，给予定期定量补助，保证生活达到当地农村居民平均生活水平。
中央财政自2001年起在一般性转移支付中单独设立了革命老区转移支付。
2012年5月17日，中央党史研究室、国家发展改革委、民政部、财政部有关负责同志举行了“研究原中央苏区区域范围座谈会”，就原中央苏区区域界定问题形成了若干意见：“制定支持赣南等原中央苏区振兴发展的《意见》特别是战略规划，其前提是确定原中央苏区的区域范围。赞成以民政部、财政部1979年6月联合下发的《关于免征革命老根据地社队企业工商所得税问题的通知》的有关规定为标准，以县为单位确定原中央苏区的区域范围。”“在这次支持赣南等原中央苏区振兴发展的前一阶段调研工作中，国家发展改革委请中央党史研究室研究原中央苏区的区域范围。这方面的工作，在制定《意见》和战略规划期间，继续由中央党史研究室协助进行。” 
2012年6月28日国务院印发《关于支持赣南等原中央苏区振兴发展的若干意见》（国发〔2012〕21号）（页面存档备份，存于）等扶持政策。2012年10月，国务院办公厅又发出《关于印发支持赣南等原中央苏区振兴发展重点工作部门分工方案的通知》。比照国家西部政策扶持原中央苏区县。将原中央苏区抚恤补助范围扩大至居住在农村和城镇无工作单位、18周岁之前没有享受过定期抚恤金待遇且年满60周岁的烈士子女，以及1955年试行义务兵役制后至《退役士兵安置条例》实施前入伍、年龄在60周岁以上（含60周岁）、未享受到国家定期抚恤补助的农村籍退役士兵、在乡退伍红军老战士遗偶、红军失散人员偶；对孤老病残优抚对象的集中供养。
2014年3月，国家发改委印发《赣闽粤原中央苏区振兴发展规划》（发改地区[2014]480号），“贯彻落实《国务院关于支持赣南等原中央苏区振兴发展的若干意见》（国发〔2012〕21号）精神，进一步细化实化各项政策措施，科学谋划原中央苏区及周边地区振兴发展”。规划期为2014-2020年。